# Szerenádozó füleskuvik
A szerenádozó füleskuvik (Otus thilohoffmanni) a madarak (Aves) osztályának bagolyalakúak (Strigiformes) rendjébe, ezen belül a bagolyfélék (Strigidae) családjába tartozó faj.

## Rendszerezése
A szóban forgó bagolyfaj Srí Lanka egyik legutóbbiként felfedezett madara; ugyanakkor e szigetország 27. endemikus madara. A baglyot Deepal Warakagoda srí lankai ornitológus fedezte fel, az amerikai Pamela Cecile Rasmussen ornitológusnő pedig megerősítette a felfedezést; hangfelvételeket és fényképeket is készített a szerenádozó füleskuvikról.

## Előfordulása
Srí Lanka délkeleti részén honos. A Kitulgala nevű helyen pillantották meg először, de a Sinharaja nevű védett területen levő példányokról lett leírva. Természetes élőhelyei a szubtrópusi és trópusi síkvidéki esőerdők. Állandó, nem vonuló faj.

## Megjelenése
Testhossza 16 centiméter. Tollazata vörösesbarna, a hasi részén világosabb árnyalattal; mindenhol a testén fekete minták láthatók. A pofalemeze alig kivehető. Farktollai rövidek. A szivárványhártyája (iris) rozsdás árnyalatú, a hím esetében akár narancssárgás is lehet. Lábai halvány hússzínűek. Csőre és karmai elefántcsontszínűek.
|  |

## Természetvédelmi helyzete
Az elterjedési területe kicsi és még csökken is, egyedszáma 150-700 példány közötti és szintén csökken. A Természetvédelmi Világszövetség Vörös listáján veszélyeztetett fajként szerepel.

## Fordítás
- Ez a szócikk részben vagy egészben  a   Serendib scops owl című angol Wikipédia-szócikk ezen változatának fordításán alapul.  Az eredeti cikk szerkesztőit annak laptörténete sorolja fel. Ez a jelzés csupán a megfogalmazás eredetét és a szerzői jogokat jelzi, nem szolgál a cikkben szereplő információk forrásmegjelöléseként.